# Friedrich von Bitzer
Ludwig Friedrich Heinrich Bitzer, seit 1861 von Bitzer, (* 5. Februar 1816 in Stuttgart; † 19. April 1885 ebenda) war ein württembergischer Staatsrat und Politiker.

## Leben
Bitzers Vater Johann Heinrich Friedrich Bitzer (7. Juli 1782–14. November 1834) war Geheimschreiber und Registrator im Geheimen Kabinett der württembergischen Könige Friedrich I. und Wilhelm I. Friedrich Bitzer junior besuchte das Gymnasium in Stuttgart, ab 1834 studierte er an der Universität Tübingen zunächst Jura, später Staatsverwaltungslehre (Regiminalwissenschaften). An die erste Dienstprüfung 1838 schloss sich das Dienstprobejahr in Stuttgart an, 1839 bestand Bitzer die zweite Dienstprüfung. Mit einem Stipendium des württembergischen Staates unternahm Bitzer 1841 Reisen nach London und Paris.
Seine Verwaltungslaufbahn begann Bitzer als Oberamtsaktuar in Ellwangen, wechselte dann nach Schwäbisch Gmünd und später nach Ehingen, bevor er im Herbst 1842 zur Kreisregierung nach Ulm ging. 1844 wurde er zum Regierungsassessor ernannt, im Mai 1848 wechselte er zur Oberregierung nach Stuttgart. Bitzer war Mitglied des Stuttgarter Volksvereins. 1851 beförderte man ihn zum Ministerialassessor, 1856 dann zum Oberregierungsrat. Neben seinen Amtsverpflichtungen widmete sich Bitzer wissenschaftlichen Publikationen.
Seit Anfang der 1850er Jahre war Bitzer Mitglied der Armenkommission. In dieser Funktion war er an der Gründung mehrerer sozialer Einrichtungen in Württemberg beteiligt. 1856 wurde er zum Ministerialkommissär bei der württembergischen Zentralstelle für Handel und Gewerbe bestellt. Er war maßgeblich an der Ausarbeitung der 1862 in Kraft getretenen neuen Gewerbeordnung für Württemberg beteiligt.
1868 war Bitzer einer der württembergischen Kommissionäre im Zollparlament in Berlin. Ab 1870 war er an den Vorbereitungen für den Anschluss Württembergs an den Norddeutschen Bund beteiligt. 1870 stieg er zum Ministerialdirektor auf, Anfang 1871 wurde er zum wirklichen Staatsrat ernannt und wurde ordentliches Mitglied im königlichen Geheimenrat. Seit 1874 war Bitzer auch Abgeordneter im Württembergischen Landtag, zunächst für den Bezirk Leonberg, ab 1876 dann für den Bezirk Freudenstadt. Im Landtag schloss er sich der deutschen Partei an. 1877 wurde er in den weiteren, 1880 dann in den engeren ständischen Ausschuss gewählt.
1876 wurde Bitzer zum Präsidenten des evangelischen Konsistoriums ernannt.
1846 heiratete Bitzer Marie geb. Autenrieth, die jedoch schon im Jahr darauf nach der Geburt einer Tochter starb. Aus der 1849 geschlossenen zweiten Ehe mit Babette, geb. Widenmann, gingen zwei Kinder hervor, die jedoch beide schon früh starben.

## Veröffentlichungen (Auswahl)
- Die Philosophie des Privatrechts: ein Beitrag zur Rechtsphilosophie. Hoffmann, Stuttgart 1840.
- Die Realgemeinderechte, ihre Entstehung und Stellung in der Gegenwart, mit besonderer Beziehung auf Württemberg beleuchtet. Steinkopf, Stuttgart 1844.
- Das System des natürlichen Rechts. Steintopf, Stuttgart 1845.
- Das Recht auf Armenunterstützung und die Freizügigkeit: ein Beitrag zu der Frage des allgemeinen deutschen Heimathrechts. Schaber, Stuttgart 1863 (Digitalisat).
- Die Bezirks-Armen-Arbeitshäuser im Königreiche Sachsen: mit besonderer Rücksicht auf die Verhältnisse in Württemberg und mit Beifügung der hier bestehenden Vorschriften über Gemeinde-Armenhäuser. Schaber, Stuttgart 1864.
- Vorschläge für ein deutsches Patentgesetz, beantragt durch die von der hohen deutschen Bundesversammlung durch Beschluß vom 24. Juli 1862 neuberufene Commission von Fachmännern ... Schaber, Stuttgart 1864 (Digitalisat).
- Die Genesis der Volks-Wirthschaft. Schaber, Stuttgart 1866.
- Ueber öffentliche Arbeitsanstalten für Arme: Vortrag gehalten in der 41 General-Versammlung der Rheinisch-Westphälischen Gefängnis-Gesellschaft. Roemke in Comm, Köln 1868.
- Kurze Anleitung zur Vollziehung der mit dem 1. Januar 1871 in Württemberg zur Anwendung kommenden Gesetze des Norddeutschen Bundes über Reichstagswahlen, Paßwesen, Freizügigkeit, Aufhebung der Ehebeschränkungen, Bundes- und Staatsangehörigkeit. Metzler, Stuttgart 1870 (Digitalisat).
- Arbeit und Kapital: ein Beitrag zum Verständnisse der Arbeiterfrage. Metzler, Stuttgart 1871.
- Der freie Arbeitsvertrag und die Arbeitsordnungen. Bonz, Stuttgart 1872.
- Neue allgemeine Bauordnung für das Königreich Württemberg: (Regier.-Blatt 1872. Nr. 35. S. 305) ; mit dem vollständigen Auslegungsmaterial und Erläuterungen nebst ausführlichen alphabetischem Sachregister. Metzler, Stuttgart
  - Hauptband, 1872 (Digitalisat).
  - Supplement, 1873 (Digitalisat).
- Das Polizei-Strafrecht des Königreichs Württemberg. Metzler, Stuttgart 1872.
- Die socialen Ordnungen in weltgeschichtlicher Entwickelung. Bonz, Stuttgart 1877.
- Regierung und Stände in Württemberg, ihre Organisation und ihr Recht. Bonz, Stuttgart 1882 (Digitalisat).

## Ehrungen
- 1861: Ritterkreuz des Ordens der Württembergischen Krone[2], womit der persönliche Adelstitel (Nobilitierung) verbunden war
- 1865: Verleihung der Krone zum Ritterkreuz des Ordens der Württembergischen Krone
- 1871: Ehrendoktorwürde der juristischen Fakultät der Universität Tübingen
- 1874: Kommenturkreuz des Ordens der Württembergischen Krone
- 1878: Kommenturkreuz I. Klasse des Friedrichs-Ordens